# パルメフツ
パルメフツ（Parmehutu、フツ解放運動党、フランス語: Parti du Mouvement de l'Emancipation Hutu、英語: "Party of the Hutu Emancipation Movement"、のち: MDR-Parmehutu；フランス語：Mouvement démocratique republicain Parmehutu、英語："Parmehutu Democratic Republican Movement"）は、かつてルアンダ＝ウルンディ（のちルワンダ、ブルンジ）に存在した政党。
グレゴワール・カイバンダらによりツチの少数派による支配からフツを解放することを掲げ、1959年10月9日に結成された。11月指導者の一人ドミニク・ムボニュムトゥワがツチに襲撃されたことを契機に万聖節の騒乱が発生、1960年の選挙で圧勝した。
1961年1月28日にはブルグメストル（首長）と地方議員らによりキゲリ5世（ツチ）の退位が宣言され（ギタラマのクーデター）、3月以降難民化したツチのゲリラ・イニェンジ (inyenzi) から攻撃を受けるようになった。9月25日に国民投票で王制廃止が承認され、10月26日にはカイバンダが大統領に選ばれた。1962年7月カイバンダは独立後初代のルワンダ大統領に就任。1965年5月、総選挙でパルメフツは議会全議席を確保。
1973年7月、カイバンダは従兄弟ジュベナール・ハビャリマナのクーデター(1973年ルワンダクーデター)により失脚、パルメフツは活動を禁止された。

## 脚註
1. 1 2 3  武内進一「ルワンダ史年表」『現代アフリカの紛争を理解するために』第6章 pp.261-316. アジア経済研究所 1998年